# E-Justice
E-Justice (Bestandteil von E-Administration/E-Government) ist der europäische Oberbegriff für elektronisch abgewickelte Abläufe des Gerichtswesens. Dazu zählt auch der Elektronische Rechtsverkehr (ERV)  zwischen Gerichten und Verwaltungsbehörden auf der einen Seite sowie Parteivertretern (Rechtsanwälten, Notaren, Steuerberatern etc.), Bürgern und Unternehmen auf der anderen Seite.
Die Einführung des ERV ist eine Gemeinschaftsaufgabe von Gesetzgeber, Justiz und Anwaltschaft. Neben der Kommunikation werden auch elektronische Register- und Aktenauskünfte sowie elektronische Aktenführung vom Begriff des elektronischen Rechtsverkehrs erfasst. Teilweise übernehmen auch allgemeine E-Administration/E-Government-Lösungen ähnliche Aufgaben.

## Österreich
So enthält etwa das österreichische System FinanzOnline auch eine Komponente für eine Gerichtskommunikation.

## Deutschland
In Deutschland wurde der Gesetzesentwurf zur Förderung des elektronischen Rechtsverkehrs am 13. Juni 2013 von der Bundesregierung in der vom Rechtsausschuss geänderten Fassung angenommen. Zudem wurde der Standard Akoma Ntoso unter dem Namen LegalDocML.de in Deutschland eingeführt, auf dessen Grundlage in Deutschland offene, maschinenlesbare, vernetzte und adressierbare Gerichts-, Rechtsetzungs- und Parlamentsdokumente veröffentlicht werden sollen.

## Tschechien
In der Tschechischen Republik wurde 2015 eine rechtsverbindliche Verwendung der sog. Datová schránka (elektronischer Briefkasten) für juristische Personen eingeführt. Die klassische Kommunikation (in Papierform) wird zwar noch akzeptiert, ist aber mit finanziellen Sanktionen belegt.[Referenz?] Dies betrifft u. a. die gesamte Kommunikation mit dem Finanzamt (auch Steuererklärungen). Allen natürlichen Personen wurde ebenfalls automatisch ein solcher Briefkasten eingerichtet. Die Nutzung ist aber bisher freiwillig.